# لشکر هجدهم زرهی (ورماخت)
لشکر هجدهم زرهی (به آلمانی: 18. Panzer-Division) یکی از لشکرهای زرهی نیروی زمینی آلمان در دوره رایش سوم بود که در جنگ جهانی دوم به نبرد پرداخت.